# Popeli, Drohobîci
Popeli (în ucraineană Попелі) este o comună în raionul Drohobîci, regiunea Liov, Ucraina, formată numai din satul de reședință.

## Demografie
Componența lingvistică a comunei Popeli
     Ucraineană (99,66%)
     Alte limbi (0,31%)
Conform recensământului din 2001, majoritatea populației comunei Popeli era vorbitoare de ucraineană (99,66%), existând în minoritate și vorbitori de alte limbi.